# Teorema di Milman
In matematica, in particolare, in geometria convessa asintotica, il teorema di Milman, o disuguaglianza di Brunn-Minkowski inversa, è un risultato dovuto a Vitali Milman che corrisponde ad una disuguaglianza inversa rispetto alla famosa disuguaglianza di Brunn-Minkowski per corpi convessi nello spazio euclideo n-dimensionale Rn. In pratica, essa limita superiormente il volume della somma di Minkowski di due corpi in termini dei volumi dei corpi stessi.

## Introduzione
Siano K ed L corpi convessi in Rn. La disuguaglianza di Brunn-Minkowski sancisce che
{\displaystyle \mathrm {vol} (K+L)^{1/n}\geq \mathrm {vol} (K)^{1/n}+\mathrm {vol} (L)^{1/n}~,}
dove vol denota la misura di Lebesgue n-dimensionale e il + al membro sinistro denota la somma di Minkowski.
In generale, no reverse bound is possible, poiché si possono trovare corpi convessi K ed L di volume unitario tali che il volume della loro somma di Minkowski è arbitrariamente grande. Il teorema di Milman stabilisce che è possibile sostituire uno dei corpi con la sua immagine mediante una trasformazione lineare che conservi il volume opportunamente scelta in modo che il membro sinistro della disuguaglianza di Brunn-Minkowski sia limitato da una costante multipla del membro destro.
Il risultato è uno dei principali teoremi strutturali nella teoria locale degli spazi di Banach.

## Enunciato della disuguaglianza
Esiste una costante C, indipendente da n, tale che, per ogni coppia di corpi convessi, che presentino una simmetria centrale, K ed L in Rn, è possibile trovare delle trasformazioni lineari che conservano il volume φ e ψ da Rn a sé stesso tali che per ogni coppia di numeri reali s, t > 0 si ha
{\displaystyle \mathrm {vol} (s\,\varphi K+t\,\psi L)^{1/n}\leq C\left(s\,\mathrm {vol} (\varphi K)^{1/n}+t\,\mathrm {vol} (\psi L)^{1/n}\right)~.}
Una delle trasformazioni potrebbe essere scelta per essere l'identità.